# Namora
Namora o Aquaria Nautica Neptunia, és un personatge de ficció que apareix als còmics nord-americans publicats per Marvel Comics. Creada per Ken Bald i Syd Shores, va aparèixer per primera vegada a Marvel Mystery Comics nº 82 publicat el 5 d'abril de 1947 (amb data de portada maig de 1947). Ella és de l'Atlàntida i és filla d'un pare atlant i d'una mare humana. Namora és la cosina de Namor.
Mabel Cadena interpreta Namora en el seu debut en la pel·lícula del Marvel Cinematic Universe Black Panther: Wakanda Forever (2022).

## Trajectòria editorial
Namora va aparèixer per primera vegada a la història còmica de 12 pàgines "The Coming of Namora!" publicat a Marvel Mystery Comics nº 82 (maig de 1947), dibuixat a llapis per Ken Bald i entintat per Syd Shores. Namora també va aparèixer a la portada dibuixada per Bob Powell.El seu vestit va ser dissenyat pel creador de Sub-Mariner Bill Everett. Inicialment, ella i Namor no tenien cap relació familiar aparent, i de vegades hi havia interès romàntic entre els dos.
Va tenir la seva pròpia sèrie de còmics, Namora, que va tenir lloc d'agost a desembre de 1948. Tot i que aquest títol va durar tres números, va aparèixer regularment amb Namor a Marvel Mystery Comics i també a Sub-Mariner fins que aquesta sèrie va acabar el 1955.
El personatge no es va tornar a veure durant 16 anys fins que va fer una breu aparició en flashback a la sèrie Sub-Mariner de l'Edat de plata dels còmics, a Sub-Mariner nº 33 (gener de 1971). La seva mort es va establir a Sub-Mariner nº 50 (juny de 1972), on es mostra el seu cos congelat a Namor, i la seva mort es representa en un flashback al número 51 (juliol de 1972).
Durant els següents 30 anys, Namora va aparèixer en una sèrie de flashbacks i històries de realitat alternativa, incloent What If? nº 9 (juny de 1978), The New Warriors Annual nº 1 (1991), What If? nº 47 (març de 1993), The New Warriors nº 44 (febrer de 1994), Avengers: Forever nº 4-5 (març-abril de 1999) i Marvel: The Lost Generation nº 3-2 (desembre de 2000-gener de 2001).
Finalment, Namora reapareix, viva, a la sèrie Agents of Atlas, als nº 1-6 (octubre de 2006-març de 2007). Poc després també apareix a Incredible Hulk nº 107-112 (agost-desembre de 2007), Giant-Size Marvel Adventures: Avengers nº 1 (setembre de 2007), World War Hulk nº 2 (setembre de 2007), Spider-Man Family nº 4 (octubre de 2007). ), i Incredible Hercules nº 121-122 (novembre-desembre de 2008). Ha format part dels Agents of Atlas a les posteriors aparicions del grup.
Namora va rebre una entrada a The Official Handbook of the Marvel Universe: Golden Age 2004.

## Biografia del personatge de ficció
Namora és un personatge originari de l'Edat Daurada dels còmics. El seu nom original era Aquaria Nautica Neptunia, però va rebre el sobrenom de "Namora" en honor al seu cosí Namor. Com Namor, és una mutant híbrida amb una força sobrehumana i el poder de vol mitjançant les ales dels turmells. Quan el seu pare va ser assassinat per habitants de la superfície que buscaven tresors, va canviar completament el seu nom a Namora, el terme atlant per a "filla venjadora", ja que Namor significa "fill venjador". Era la cosina de Namor (encara que no de sang), i es va convertir en la seva companya durant un període de diversos anys.
Finalment, es va demostrar que Namora havia estat enverinada mortalment pel terrorista Lemur Llyra. Li va sobreviure el seu clon, Namorita, a qui havia fet passar per la seva filla biològica a causa dels tabús atlants contra la clonació. Marvel: The Lost Generation va revelar que havia estat membre de The Monster Hunters el 1956.

### Agents of Atlas
Temps després, els Agents of Atlas troben un taüt danyat, que sembla que conté el cadàver momificat de Namora. Després d'una inspecció més propera, Marvel Boy desactiva una pantalla hologràfica creant la imatge del cadàver, revelant una Namora ben conservada i viva dins del taüt. Quan es desperta, la Namora s'uneix a una lluita contra les criatures marines submarines i mostra com de poderosa és, demostrant que té el mateix poder que el seu cosí Namor.
Jimmy Woo li ofereix un lloc a l'equip i la Namora se'ls uneix, el que porta a Venus a recuperar tots els records de la seva vida passada com a sirena, gairebé tornant-se boja en el procés. Aleshores, els poders millorats de la nàiade que indueixen la felicitat revela que el desig més íntim de Namora és dormir amb el seu cosí Namor.
Finalment, l'equip aconsegueix arribar a Yellow Claw, revelat com el cervell de la Fundació Atlas, i disposat a cedir el seu paper principal a Jimmy Woo. Woo accepta, i Namora, com els altres agents, és emprats per viatjar pel món a la nau espacial de Marvel Boy per tancar qualsevol cèl·lula rebel que encara persegueixi objectius criminals.
En algun moment de la seva carrera com a agent of Atlas, s'uneix al grup d'Amadeus Cho durant l'esdeveniment World War Hulk.

### World War Hulk
Enfadada per la mort i la posterior difamació de la seva "filla" a l'inici de guerra civil de superherois pel registre del govern, Namora s'uneix a Amadeus Cho, Hèrcules i Angel per ajudar a Hulk. Durant la crisi, Hèrcules acaba sostenint tota la localitat de Manhattan sobre les seves espatlles.

### Guerra Amazones-Atlants
En el transcurs de la seva pertinença al grup de Cho, comparteix un petó genuïnament romàntic amb Hèrcules. Temps després, després de la invasió secreta, Hèrcules i Amadeus Cho passen de vacances prop d'una ciutat atlant, i ella i Hèrcules tenen una aventura romàntica. Això s'interromp per un atac de les amazones. Namora ajuda a Hèrcules a repel·lir les amazones i a rescatar Cho de les seves atencions amoroses i, finalment, fatals.

### Dark Reign
Els Agents of Atlas decideixen oposar-se a l'agenda d'Osborn assumint el paper de "supermalvats", per tal de formar llaços estrets amb Osborn. Al cap d'un temps, el grup s'adona de la Cabal de Norman per descobrir que un membre del grup no és altre que el cosí de Namora, Namor. En descobrir-ho, els Agents s'enfronten a Namor per la seva implicació en el grup. Inicialment en desacord entre ells per les seves decisions recents, Namora i Namor acaben fent-se un petó i començant una relació. Namora contempla quedar-se amb Namor fins que es revela que van ser els ancians atlants els que van conspirar perquè iniciessin una relació i s'aparellessin fa molt de temps, ja que els híbrids humans/atlantes són molt poderosos. Namor i Namora decideixen separar-se ja que no estaven segurs de quant dels seus sentiments l'un per l'altre eren genuïns i quant es devia a la conspiració secreta dels ancians.

### Infinity
Durant Infinity, l'escola atlant de Namora és escollida com una de les institucions preparades per lluitar en el nou Contest of Champions. Tanmateix, Atlantis és atacada i delmada per les forces de Thanos abans que comenci la competició. Namora envia una súplica desesperada per demanar ajuda a Hank Pym, però el regne és destruït abans que es pugui prendre mesures.

## Poders i habilitats
Namora posseeix força sobrehumana, velocitat, agilitat, resistència, durabilitat i reflexos. És gairebé invulnerable, ja que les bales i altres míssils no poden penetrar en la seva pell extremadament dura. Pot nedar a velocitats sobrehumanes, respirar sota l'aigua i és immune al fred i les pressions de les profunditats. També pot veure millor sota l'aigua que un humà normal.

## Recepció
- El 2011, Comics Buyer's Guide va classificar Namora en el lloc 76 de la seva llista de 100 dones més sexys del còmic.[21]
- El 2020, Scary Mommy va incloure Namora a la seva llista de personatges heroics femenins "Looking For A Role Model?".[22]
- El 2020, CBR.com va classificar Namora en segon lloc a la seva llista "Marvel: 10 Best Golden Age Heroines".[23]
- El 2022, Screen Rant va classificar Namora en segon lloc a la seva llista dels 10 personatges aquàtics més poderosos de Marvel[24] i la va incloure a la seva llista dels 10 millors interessos amorosos d'Hèrcules a Marvel Comics.[25]

## En altres mitjans

### Pel·lícula
- Namora apareix a Black Panther: Wakanda Forever (2022), interpretada per Mabel Cadena.[26] Aquesta versió és una guerrera de Talokan.